# Камила Бордонаба
Камила Бордонаба Ролдан (шп. Camila Bordonaba Roldán; Паломар, 4. септембар 1984) бивша је аргентинска глумица, певачица и композиторка, најпознатија по улози Марице у серији Бунтовници и као чланица групе Erreway.

## Каријера

### Глума
Камила је почела своју професионалну каријеру 1987. године, када је певала у телевизијској емисији Canta Niños. Али, глумачког искуства није имала до 1995. године, када је добила улогу Пато у серији Мали Анђели, коју је режирала Крис Морена. Њен лик је почео да се појављује у серији 1996, а напустио је серију 1999. године. Од тада, па до краја серије (2001), Камила је глумила лик Камиле Бустиљо. Улогу Камиле Бустиљо тумачила је и у мини-серији Chiquititas, la Historia и филму Chiquititas: Rincón de Luz (2001).
Године 1998., Камила је пошла у средњу школу „No8 Mataderos“. Због снимања, часовима је присуствовала само ујутру, како би поподне била на снимањима. Најбоља другарица Камиле Бустиљо била је Луисана Маза, коју је тумачила Луисана Лопилато (дошла у серију 1998). Тада се родило пријатељство између две глумице, које траје и данас. Улога у серији Мали Анђели ју је толико прославила у Израелу, да је, на захтев израелских обожавалаца, 2001. посетила ту земљу.
Године 2002., Крис Морена је спремала нови пројекат, серију Бунтовници, а прва особа која јој је пала на памет да глуми улогу бунтовне Марице била је Камила. Захваљујући тој улози, Камила је постала идол многим девојкама и једна од најомиљенијих глумица у Аргентини. Као једна од главних глумица у серији, постала је члан групе Erreway, која ју је прославила широм света. Репризирала је улогу Марице у, иако је добио лоше критике, веома успешном филму 4 Caminos.
Године 2004. је по први пут играла улогу негативке. То је била улога Паоле, која се представљала и као Хулијета, у серији Floricienta. У серији El Patrón de la Vereda, у којој је глумила 2005. године, по први пут је играла главну улогу. 2006. године је глумила у серији Gladiadores de Pompeya, која се показала као тотална пропаст код публике, тако да је приказивање укинуто после само 24 емитоване епизоде. Такође је глумила епизоду улогу у успешној серији ¿Quien es el Jefe?. Исте године је одбила улогу у серији Bailando Por Un Sueño, и са Фелипеом Коломбом отишла у Шпанију ради промоција компилације хитова El Disco de Rebelde Way групе Erreway.
Године 2007, је играла Карину Андуреги у комичној серији Son de Fierro, једној од нагледанијих серија у Аргентини икада. Једно време се разматрала могућност да се оснује бенд заједно са Фелипеом и новом колегеницом Ванесом Гонзалез, али се на крају није могло јер су имали експлузивни уговор са издавачком кућом Cris Morena Group, како Камила, тако и Фелипе. Иако је Каринин лик напустио серију у 92. епизоди, на захтев обожавалаца се њен лик вратио у серију.
Тренутно глуми у серији Atracción x4, заједно са Луисаном Лопилато.

### Музика
Прве кораке ка музичкој каријери Камила је направила 1987. у хору у емисији Cantaniñas, а често се истицала соло наступума. Глумећи у серији Мали Анђели, од 1996. до 2001. године, снимила је чак шест албума са музиком из серија, а 2001. и албум с музиком из филма Chiquititas: Rincón de Luz.
- Види чланак Erreway.

Њена права музичка каријера почела је 2002. године, када је добила једну од главних улога у серији Бунтовници. Тада је постала члан групе Erreway, заједно са Бенхамином Рохасом, Фелипеом Коломбом и Луисаном Лопилато. Снимили су три албума, објавили дванаест великих хитова и имали неколико успешних турнеја. Чланови Erreway постали су неки од најпопуларнијих младих познатих личности Аргентине, а огроман успех имали су у Латинској Америци, Шпанији, Европи и Израелу. Разишли су се 2004. године.
Бенд се вратио 2006. године, када су Камила, Бенхамин и Фелипе имали турнеју у Шпанији, у децембру. Тада су издали једну компилацију хитова. 2007. године су имали још једну летњу турнеју по Шпанији, и почели су рад на четвртвом албуму групе, који је назван Vuelvo. На жалост свих обожавалаца, Луисана Лопилато је напустила бенд.
Камила је снимала и албуме са музиком из серија у којима је глумила, као што су Floricienta (2004), El Patrón de la Vereda (2005) и Son de Fierro (2007), а ускоро ће се појавити албум са музиком из серије Atracción x4 (2008).

## Приватни живот
Камила Бордонаба је трећа кћерка Хуана Карлоса Бордонаба и Норе Ролдан, власника супермаркета. Има старијег брата Родрига и старију сестру Мелину. Рођена је 4. септембра 1984. у Паломару, малом предграђу Буенос Ајреса, престонице Аргентине.
Од 2000. до почетка 2004. године забављала се са колегом Бенхамином Рохасом. Говорећи о Камили, Бенхамин је рекао да је она прва девојка коју је пољубио. Након те везе, Камила је била у вези са извесним Чочијем, који је био део организаторског тима на последњој светској турнеји групе Erreway. Многи нису одобравали ову везу, зато што је он десет година старији од Камиле. У једном интревјуу који је дала на лето 2007. године, Камила је рекла да њих двоје више нису заједно.
Иако су их у медијима представљали као пар, Камила и Фелипе Коломбо тврде да су као старији брат и млађа сестра. Такође су колале гласине о томе да је Камила у свађи с колегеницом Луисаном Лопилато, али су обе то порекле, и тврде да су врло добре другарице.
Године 2008., почеле су да круже гласине да су Камила Бордонаба и Бенхамин Рохас поново у вези. Иако многи обожаваоци прижељкују да је ово истина, њих двоје то нису ни порекли ни потврдили, а Бенхамин Рохас је и даље у вези с манекенком Маријом дел Сјеро.
Камила Бордонаба је велики обожавалац фудбала и навија за клуб Индепенденте. Обожава групу Ганс Ен Роузис, књиге Хермана Хесеа и ТВ серију Симпсонови.

## Занимљивости
- Њена љубав из детињства је Аксл Роуз, певач групе Ганс Ен Роузис.
- Бави се компоновањем и неке песме групе Erreway су њено дело.
- Пошто је велика звезда у Израелу и Индији, имала је епизодне улоге у неколико филмова из те две земље.
- Омиљени предмет у школи била јој је психологија.
- 2008. је дипломирала на Драмској академији у Буенос Ајресу.
- Омиљена боја јој је наранџаста.
- Омиљени спорт јој је аеробик.
- Религиозна је и верује да „тамо горе има некога“.
- Вегетаријанац је.
- Висока је 1.63m, и каже да је то једина ствар коју би променила на себи.
- Њена дестинација из снова је Египат.
- Машта о путовању око света.

## Филмографија

### Телевизија
| Година    | Пројекат    | Улога                      |
| --------- | ----------- | -------------------------- |
| 1987—1992 |             | Дечји водитељ              |
| 1996—1999 | Chiquititas | Пато                       |
| 1999—2001 |             | Камила Бустиљо             |
| 2001      |             | Камила Бустиљо             |
| 2002—2003 | Rebelde Way | Марица Пиа Спирито/Андраде |
| 2004      |             | Палома/Хулијета            |
| 2005      |             | Сиси                       |
| 2005      | Хуеса       |                            |
| 2006      |             | Виолета                    |
| 2007—2008 |             | Карина Андуреги            |
| 2008      |             | Малена Лакаље              |

### Филмови
| Година | Филм               | Улога          |
| ------ | ------------------ | -------------- |
| 2001   |                    | Камила Бустиљо |
| 2004   | Erreway: 4 Caminos | Марица Андраде |

### Епизодне филмске улоге
| Година | Филм |
| ------ | ---- |
| 2003   |      |
| 2004   |      |
| 2005   |      |
|        |      |

### Позориште
- 2001: Chiquititas као Камила Бустиљо

## Дискографија

### Erreway
- Види чланак Erreway.

### Албуми с музиком из серија
- 1996:
- 1997:
- 1998:
- 1999:
- 2000:
- 2001:
- 2001:
- 2004:
- 2005:
- 2007: